# Kieler Sportvereinigung Holstein von 1900
Il Kieler Sportvereinigung Holstein von 1900 e.V., abbreviato in KSV Holstein o Kieler SV Holstein e noto come Holstein Kiel, è una società calcistica tedesca di Kiel, città dello Schleswig-Holstein, in Germania. 
Dalla stagione 2024-2025 milita in Bundesliga, la massima divisione del campionato tedesco.
Dal 1910 al 1930 fu uno dei club egemoni nella Germania settentrionale, vincendo sei titoli regionali e collezionando sei secondi posti. In quel periodo faceva regolarmente la sua comparsa negli spareggi nazionali. Ottenne il secondo posto nel 1910, prima di laurearsi campione di Germania per la prima e finora unica volta nel 1912.

## Storia

### Dalla fondazione alla seconda guerra mondiale
L'Holstein Kiel nacque a Kiel dalla fusione di due club cittadini, il Kieler Fußball-Verein von 1900 e il Kieler Fußball-Club Holstein. Il club più antico dei due, il Kieler Fußball-Verein (poi 1. KFV) fu fondato il 7 ottobre 1900 da membri del club ginnico Kieler Männerturnvereins von 1844. La squadra non conobbe particolari successi, specie nel calcio. In seguito si concentrò sull'atletica.
Il Kieler Fußball-Club Holstein fu fondato il 4 maggio 1902 e ridenominato Fußball-Verein Holstein von 1902 (FV Holstein Kiel) nel 1908. Divenne ben presto competitivo e nel 1910 raggiunse la finale del campionato tedesco di calcio, dove fu sconfitto per 1-0 dopo i tempi supplementari dal Karlsruhe. Due anni dopo vinse il titolo nazionale prevalendo con il punteggio di 2-1 contro i campioni in carica del Viktoria Berlino (2-1) e in finale contro la compagine campione due anni prima, il Karlsruhe (1-0). Nel 1914 il club cambiò nome in Sportverein Holstein von 1902 dopo l'aggiunta delle sezioni di hockey e atletica.
Il 7 giugno 1917 il 1. Kieler Fussball Verein von 1900 e lo Sportverein Holstein von 1902, in crisi a causa della prima guerra mondiale, si fusero per formare il sodalizio attuale. Come consuetudine in Germania, come data di fondazione fu assunta quella del club più antico, mentre lo stadio, la maglia, i colori sociali, il logo e il nome Holstein furono mutuati dal SV Holstein Kiel. Negli anni '20 e fino ai primi anni '30 la squadra era una presenza fissa negli spareggi nazionali: nel 1926 fu semifinalista (eliminata dal Greuther Fürth con il risultato di 3-1); nel 1930 raggiunse la finale, dove fu sconfitta per 5-4 dall'Hertha Berlino; nel 1931 fu semifinalista (eliminata dal Monaco 1860 con il punteggio di 2-0).
Sotto il Terzo Reich il calcio tedesco fu riorganizzato in sedici divisioni calcistiche di primo livello. Il Kiel fu inserito nella Gauliga Nordmark e ottenne sempre piazzamenti tra i primi cinque posti. Nel 1942 la Gauliga Nordmark fu divisa in Gauliga Hamburg e Gauliga Schleswig-Holstein. Senza più l'Amburgo e altre forti compagini cittadine, il Kiel vinse immediatamente il titolo e lo difese nei due anni a venire, fino a quando la fine della seconda guerra mondiale portò ad un periodo di stop per il calcio nel paese.
Queste vittorie fecero guadagnare al Kiel l'accesso agli spareggi nazionali. Il risultato migliore risale al 1943, quando il Kiel avanzò sino alla semifinale, dove fu eliminato dai futuri campioni del Dresda, ma raggiunse il terzo posto battendo il Vienna. Nel 1944 l'eliminazione fu precoce e nel 1945 non si tenne la fase finale.

### Dal secondo dopoguerra ad oggi
Dalla fine del secondo dopoguerra il Kiel ha militato per lo più in seconda o terza serie.
Alla fine del secondo conflitto mondiale il calcio tedesco fu riorganizzato in cinque divisioni regionali di massima serie. L'Holstein Kiel militò dal 1947 al 1963 in Oberliga Nord (livello 1) e concluse due volte seconda (1953, 1957). Nel 1961 la squadra riserve del Kiel vinse il campionato tedesco amatoriale.
Nel 1963 fu istituita la Bundesliga, la massima divisione calcistica tedesca. Il Kiel militò nella divisione settentrionale della seconda serie, allora denominata Regionalliga Nord. Nel 1965 non riuscì a ottenere la promozione in Bundesliga. Nel 1974 il calcio tedesco fu riformato ulteriormente con la creazione di una seconda divisione nota come 2. Bundesliga (o Zweite Liga) e la squadra scivolò in terza serie, la Amateuroberliga Nord, prima di riguadagnare la seconda serie nel 1978, nella 2. Bundesliga Nord. Nel 1981 retrocesse.
Con la riunificazione della Germania, nel 1990, le squadre dell'ex Germania Est furono aggregate a quelle della Germania Ovest. Nel 1994 il calcio tedesco fu sottoposto ad un'ulteriore riforma: l'Holstein Kiel fu ammesso alla Regionalliga Nord (terza serie). Nel 1996 retrocesse per la prima volta in Oberliga Hamburg/Schleswig-Holstein (quarta serie), per poi tornare in Regionalliga Nord (terza serie) nel 1998.
La nuova retrocessione in Oberliga Hamburg/Schleswig-Holstein avvenne dopo il fallito tentativo di promozione in Regionalliga (terza serie), che passò da quattro a due gironi. L'anno successivo il club fu promosso e nel 2005-2006 sfiorò la promozione in 2. Bundesliga. Nel 2007 il club tornò in Oberliga Nord, la quarta serie, prima di ottenere due promozioni consecutive: nel 2009 raggiunse infatti la 3. Liga, da cui retrocesse subito in Regionalliga Nord (quarta serie).
Raggiunse i quarti di finale della Coppa di Germania 2011-2012 eliminando l'Energie Cottbus, il Duisburg e il Magonza. Fu poi sconfitto dal Borussia Dortmund per 4-0 ed eliminato.
Dal 2013 militò di nuovo in terza divisione fino alla promozione in 2.Bundesliga, la prima dopo trentasei anni, nella stagione 2016-2017. Nella stagione seguente ottenne un sorprendente terzo posto in campionato, stabilendo il primato stagionale di gol segnati (71) in 2. Bundesliga e qualificandosi allo spareggio promozione-salvezza contro il Wolfsburg, formazione di Bundesliga che prevalse sia all'andata sia al ritorno nel doppio confronto (3-1 a Wolfsburg e 0-1 a Kiel). Nel 2020-2021 riuscì a eliminare ai sedicesimi di finale della Coppa di Germania i campioni d'Europa in carica del Bayern Monaco ai tiri di rigore, per poi superare, nel turno successivo e sempre ai rigori, il Darmstadt 98 ed eliminare il Rot-Weiss Essen ai quarti di finale, prima di arrendersi al Borussia Dortmund in semifinale, eguagliando il miglior risultato nella coppa nazionale, stabilito ottanta anni prima. Nella stessa annata giunse terza in seconda divisione, qualificandosi allo spareggio promozione-salvezza contro il Colonia. Anche questa volta, come tre anni prima, l'esito dello spareggio fu negativo: dopo aver vinto per 1-0 all'andata a Colonia, l'Holstein Kiel venne battuto per 1-5 in casa nella gara di ritorno. 
Nella stagione 2023-2024 ha centrato la promozione in Bundesliga per la prima volta, grazie al secondo posto nel campionato cadetto. Tuttavia la permanenza dura un solo anno: la sconfitta alla penultima giornata contro il Friburgo in piena lotta Champions e la contemporanea vittoria dell’Heidenheim contro l’Union Berlin ne certificano la retrocessione.

## Colori e simboli

### Colori

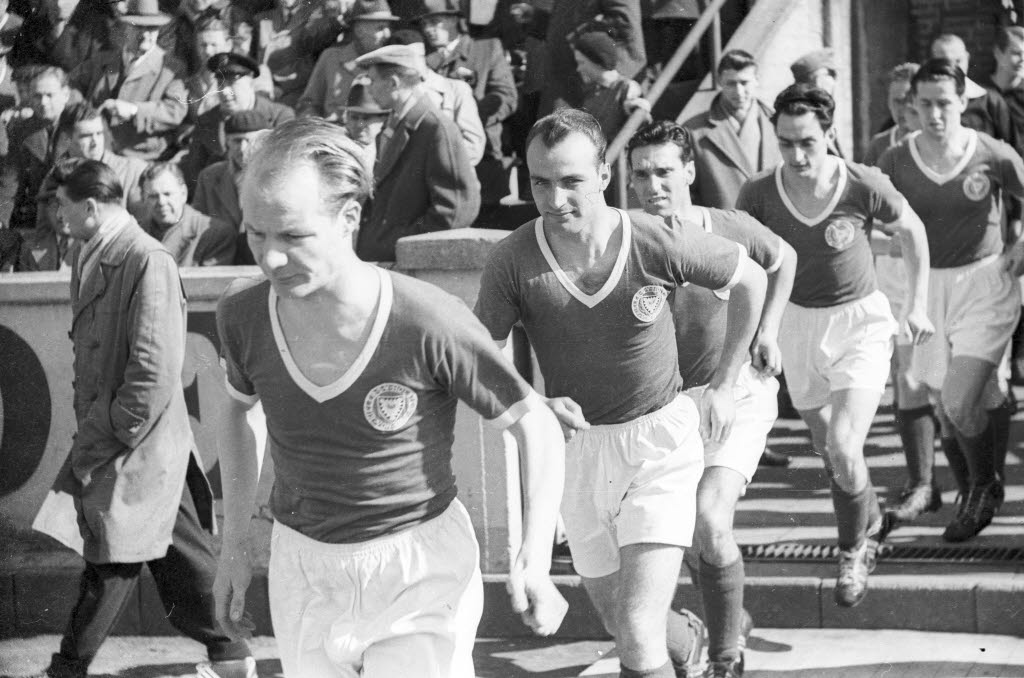
La divisa dell'Holstein Kiel nel 1957. Si nota lo stemma del club sul lato sinistro.

Fin dalla fondazione, La divisa dell'Holstein Kiel ha adottato come colori principali il blu, il bianco ed il rosso, ripresi dalla bandiera dello Schleswig-Holstein, regione di appartenenza della città di Kiel. Se si eccettuano minime variazioni grafiche, la combinazione cromatica non è mai stata cambiata.

### Simboli ufficiali

#### Stemma
Lo stemma del club, adottato nel 1919, ha preso ispirazione da quelli delle due squadre fondatrici del sodalizio attuale. Nella sua versione attuale, sostanzialmente immutata dal 1921, è composto da uno scudo di colore blu scuro, nel cui centro campeggia lo stemma cittadino di Kiel (composto da uno scudo di colore rosso, una foglia di ortica bianca ed una piccola barca carica di mattoni di colore nero). A contornare lo stemma, la denominazione ufficiale del club.

## Strutture

### Stadio

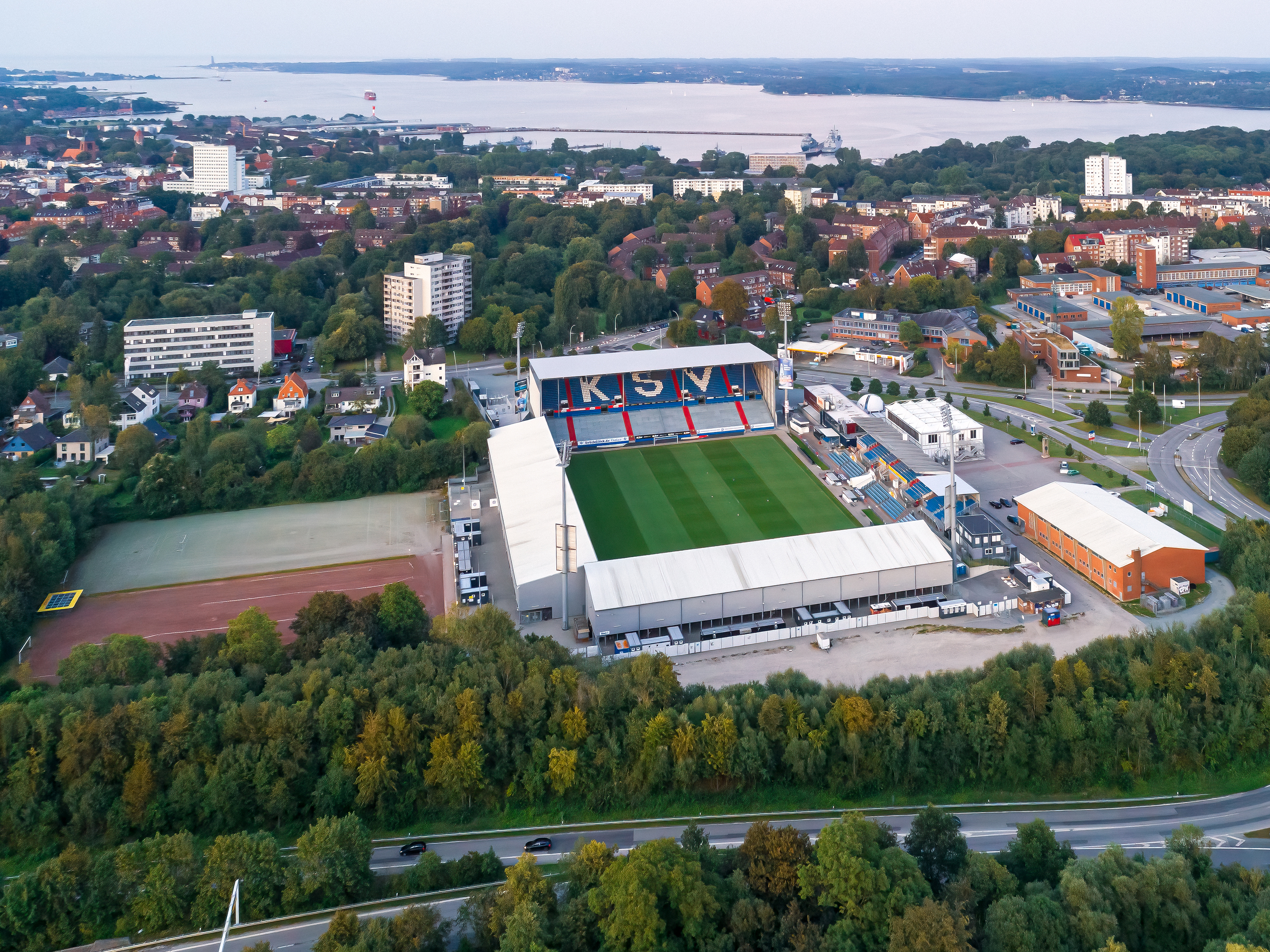
L'Holstein-Stadion, impianto di casa del club

La squadra gioca stabilmente dal 1911 all'Holstein-Stadion, impianto situato nel nord della città di Kiel. Ricostruito nel 1949 dopo pesanti bombardamenti alleati, ha una capienza di 15.034 spettatori.

## Palmarès

### Competizioni nazionali
- Campionato tedesco: 1

1911-1912
- Fußball-Regionalliga: 3

1964-1965 (Regionalliga Nord), 2008-2009 (Regionalliga Nord), 2012-2013 (Regionalliga Nord)

### Altri piazzamenti
- Campionato tedesco:

Secondo posto: 1909-1910, 1929-1930
Semifinalista: 1910-1911, 1912-1913, 1925-1926, 1930-1931, 1942-1943
- Coppa di Germania:

Semifinalista: 1941, 2020-2021
- 2. Fußball-Bundesliga:

Secondo posto: 2023-2024
Terzo posto: 2017-2018, 2020-2021
- 3. Liga:

Secondo posto: 2016-2017
Terzo posto: 2014-2015
- Oberliga Nord:

Secondo posto: 1952-1953, 1956-1957
- Gauliga Nordmark:

Secondo posto: 1936-1937

## Statistiche e record

### Partecipazione ai campionati nazionali
Alla stagione 2025-2026 l'Holstein Kiel ha ottenuto le seguenti partecipazioni ai campionati nazionali tedeschi:
| Livello | Categoria                                                               | Partecipazioni | Debutto   | Ultima stagione | Totale |
| ------- | ----------------------------------------------------------------------- | -------------- | --------- | --------------- | ------ |
| 1º      | Bezirksmeisterschaft, Bezirksliga, Norddeutsche Liga, Oberliga, Gauliga | 42             | 1903-1904 | 1946-1947       | 59     |
| 1º      | Oberliga                                                                | 16             | 1947-1948 | 1962-1963       | 59     |
| 1º      | Bundesliga                                                              | 1              | 2024-2025 | 2024-2025       | 59     |
| 2º      | Regionalliga                                                            | 11             | 1963-1964 | 1973-1974       | 22     |
| 2º      | 2. Bundesliga                                                           | 11             | 1978-1979 | 2025-2026       | 22     |
| 3º      | Oberliga                                                                | 17             | 1974-1975 | 1993-1994       | 32     |
| 3º      | Regionalliga                                                            | 10             | 1994-1995 | 2006-2007       | 32     |
| 3º      | 3. Liga                                                                 | 5              | 2009-2010 | 2016-2017       | 32     |
| 4º      | Oberliga                                                                | 4              | 1996-1997 | 2007-2008       | 8      |
| 4º      | Regionalliga                                                            | 4              | 2008-2009 | 2012-2013       | 8      |

## Tifoseria

### Gemellaggi e rivalità
La rivalità storicamente più significativa per i tifosi dell'Holstein Kiel è quella con il VfB Lübeck, fondata su ragioni geografiche e condiserato un vero e proprio derby regionale. Altra rivalità minore si registrano con l'Amburgo.

## Organico

### Rosa 2024-2025
Aggiornata al 17 settembre 2024.
| N. |                     | Ruolo | Calciatore              |
| -- | ------------------- | ----- | ----------------------- |
| 1  | Germania (bandiera) | P     | Timon Weiner            |
| 3  | Germania (bandiera) | D     | Marco Komenda           |
| 4  | Germania (bandiera) | C     | Patrick Erras           |
| 5  | Svezia (bandiera)   | D     | Carl Johansson          |
| 6  | Serbia (bandiera)   | C     | Marko Ivezić            |
| 7  | Germania (bandiera) | A     | Steven Skrzybski        |
| 8  | Germania (bandiera) | C     | Finn Porath             |
| 9  | Austria (bandiera)  | A     | Benedikt Pichler        |
| 10 | Germania (bandiera) | C     | Lewis Holtby (capitano) |
| 11 | Svezia (bandiera)   | A     | Alexander Bernhardsson  |
| 13 | Croazia (bandiera)  | D     | Ivan Nekić              |
| 14 | Germania (bandiera) | D     | Max Geschwill           |
| 15 | Germania (bandiera) | C     | Marvin Schulz           |
| 16 | Germania (bandiera) | A     | Andu Kelati             |
| 17 | Germania (bandiera) | D     | Timo Becker             |

| N. |                       | Ruolo | Calciatore         |
| -- | --------------------- | ----- | ------------------ |
| 18 | Giappone (bandiera)   | A     | Shuto Machino      |
| 19 | Germania (bandiera)   | A     | Phil Harres        |
| 20 | Germania (bandiera)   | A     | Jann-Fiete Arp     |
| 21 | Germania (bandiera)   | P     | Thomas Dähne       |
| 22 | Germania (bandiera)   | C     | Nicolai Remberg    |
| 23 | Germania (bandiera)   | D     | Lasse Rosenboom    |
| 24 | Norvegia (bandiera)   | C     | Magnus Knudsen     |
| 26 | Slovenia (bandiera)   | D     | David Zec          |
| 27 | Polonia (bandiera)    | D     | Tymoteusz Puchacz  |
| 28 | Germania (bandiera)   | C     | Aurel Wagbe        |
| 31 | Germania (bandiera)   | P     | Marcel Engelhardt  |
| 33 | Slovacchia (bandiera) | D     | Dominik Javorček   |
| 34 | Germania (bandiera)   | D     | Colin Kleine-Bekel |
| 37 | Svezia (bandiera)     | C     | Armin Gigović      |
| 37 | Germania (bandiera)   | P     | Tyler Doğan        |